# 奥里瓦勒 (夏朗德省)
奥里瓦勒（法語：Orival，法語發音：[ɔʁival]）是法国夏朗德省的一个市镇，属于昂古莱姆区。

## 地理
奥里瓦勒（45°16'36"N, 0°4'18"E）面积5.43 平方千米，位于法国新阿基坦大区夏朗德省，该省份为法国西部内陆省份，北起德塞夫勒省和维埃纳省，东临上维埃纳省，东南至多尔多涅省，南至多爾多涅省，西接滨海夏朗德省。
与奥里瓦勒接壤的市镇（或旧市镇、城区）包括：沙莱、库尔拉克、蒙布瓦耶、鲁菲亚克、圣康坦德沙莱。
奥里瓦勒的时区为UTC+01:00、UTC+02:00（夏令时）。

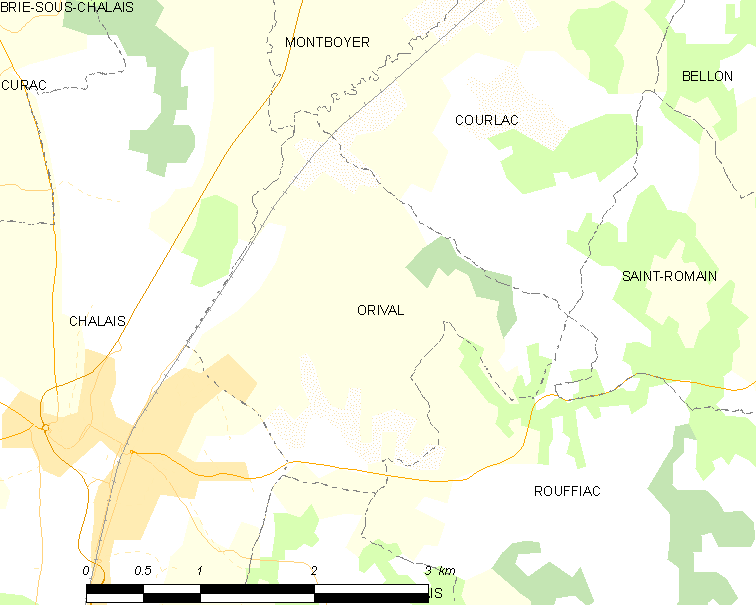
奥里瓦勒的OSM定位图

## 行政
奥里瓦勒的邮政编码为16210，INSEE市镇编码为16252。

## 政治
奥里瓦勒所属的省级选区为蒂德-拉瓦莱特县。

## 人口

1962-2008年间奥里瓦勒人口变化图示

奥里瓦勒于2022年1月1日时的人口数量为150人。